# Arcoa
Arcoa là một chi thực vật có hoa trong họ Đậu.